# Музей-квартира Бориса Ручьёва
Музей-квартира Бориса Ручьёва — мемориальный музей поэта Бориса Ручьёва, является литературным отделом Магнитогорского краеведческого музея. Содержит экспозиции, посвящённые жизни и творчеству Бориса Ручьёва, а также истории и литературной жизни Магнитогорска.
Расположен по последнему адресу проживания поэта, музей-квартира Бориса Ручьёва является первым мемориальным музеем Челябинской области, а также единственным литературным музеем на Южном Урале.

## История

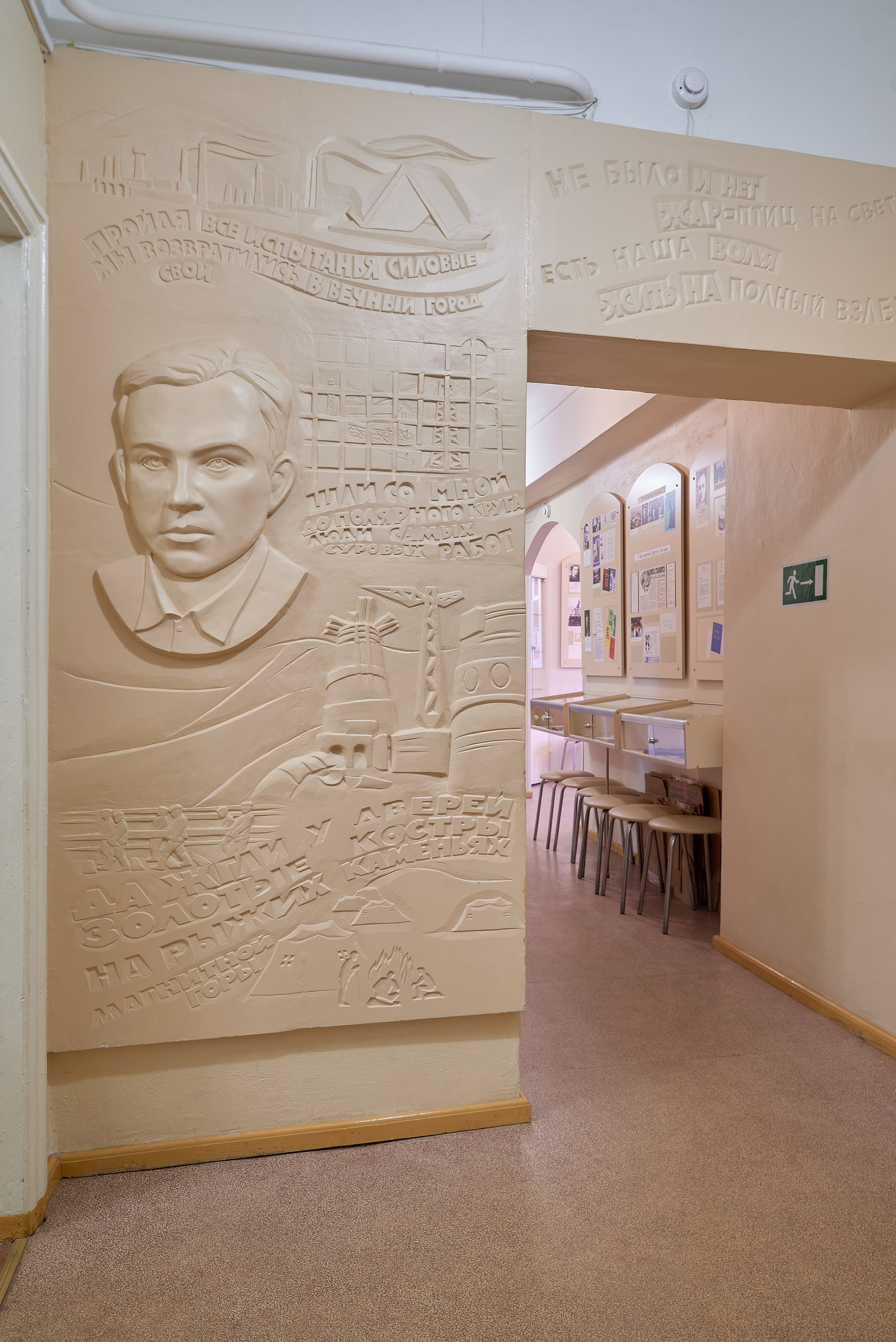
Интерьер Музей-квартиры Бориса Ручьева

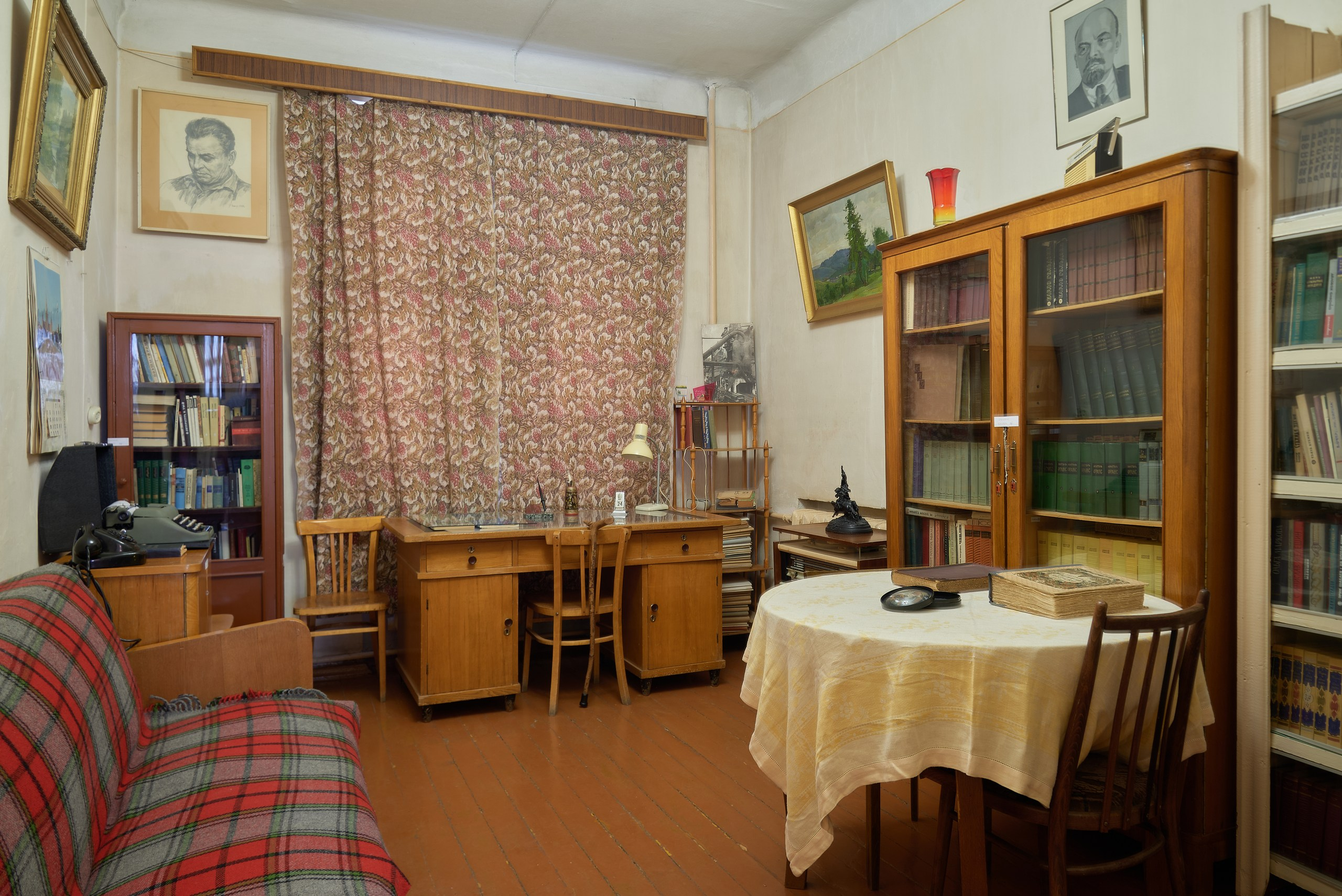
Интерьер Музей-квартиры Бориса Ручьева (кабинет)

В своей последней в жизни квартире Борис Ручьёв поселился в 1960 году, после реабилитации и возвращения из гулаговской ссылки. Здесь, в гостях у Ручьёва, собиралась вся литературная общественность Магнитки, писатели Урала. В этих стенах поэт окончил главное произведение всей своей жизни — поэму «Любава», за которую был удостоен Государственной премии РСФСР.
Идея создания музея принадлежала жене и другу поэта Любови Николаевне Ручьёвой, передавшей в экспозицию музея материалы из личного архива Ручьёва, солидную часть его библиотеки и личные вещи поэта.
25 июня 1975 года состоялось открытие музей-квартиры Бориса Ручьёва. Основанием открытия стало решение исполкома городского Совета депутатов трудящихся от 15 ноября 1974, принятое на основе письма Министерства культуры РСФСР от 6 марта 1974 года. Первая экспозиция музея была собрана его первыми сотрудниками (Н. Богачёвой, О. Гакиной и другими) при участии Л. Н. Ручьёвой.
В конце 80-х годов была проведена полная реэкспозиция музея, в результате чего открылись новые разделы: «Диктатура пролетариата и творчество», «Поэт и власть».
В 1993 году музей пережил второе рождение — его сотрудниками был собран уникальный материал «ГУЛАГ литературный и личностный» о ранее закрытом периоде в истории литературной Магнитки, о судьбах её репрессированных писателей — Бориса Ручьёва, Василия Макарова, Н. Латышева, В. Хабарова, Михаила Люгарина.
За годы работы музея его посетили такие известные зарубежные деятели, как американский учёный и писатель Стив Коткин, посол США в СССР Джек Мэтлок, голландский кинорежиссёр Питер Ян Смит.

## Экспозиция
В музее 3 экспозиционных зала, объединивших информацию по 4 разделам:
1. «Детство и юность Кривощёкова» (настоящая фамилия Ручьёва),
2. «Самым юным рудокопом я пришёл к Магнит-горе» (работа на Магнитострое и начало литературной судьбы),
3. «Чем крепче боль, тем памятней закал» (период репрессий),
4. «Последние годы жизни».

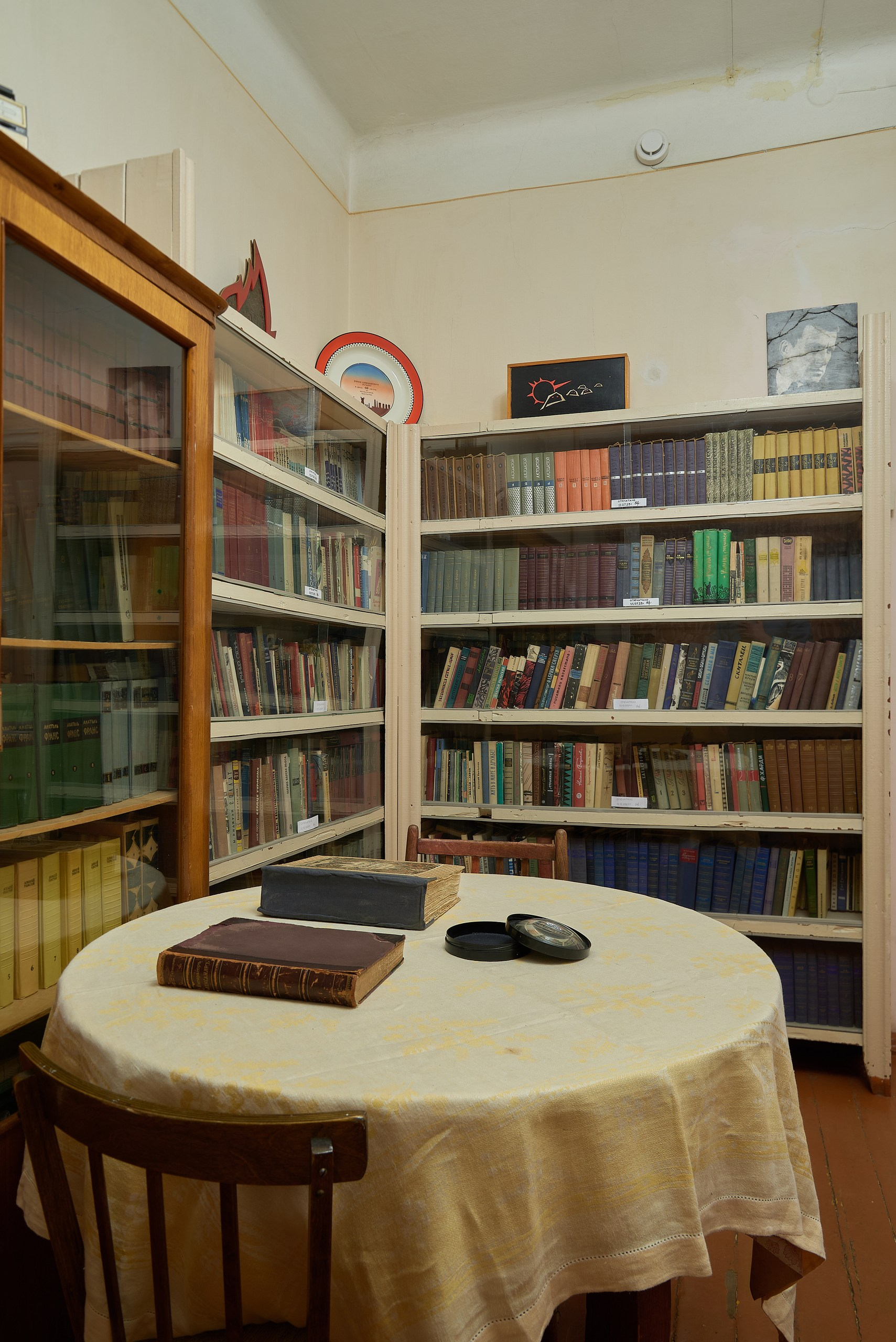
Интерьер Музей-квартиры Бориса Ручьева семейная библиотека

Фонды музея насчитывают около 12 тысяч экспонатов, в числе которых — предметы из кабинета Ручьёва, его личная библиотека, рукописи, дневники, записные книжки. Так же в коллекции музея хранятся рукописи, книги, личные вещи магнитогорских писателей, поэтов и литераторов, духовно связанных с городом металлургов. В силу того, что музей располагается в обыкновенной городской квартире, он не имеет возможности одновременно показать все экспозиции. Между тем, собранный материал из запасников музея широко используется в литературоведческих исследованиях и активно «работает» на лекциях, проводимых в образовательных учреждениях города.
Сотрудниками музея регулярно проводятся юбилейные торжества, посвящённые жизни и творчеству магнитогорских писателей и поэтов, организуются литературные вечера и гостиные.
Музей Ручьёва поддерживает связь с литературными объединениями Магнитогорска — «Пегас» (рук. Н. Соболева), «Зоркое сердце» (рук. Л. Филатова), городские литобъединения при газетах «Магнитогорский металл» (рук. А. Павлов) и «Магнитогорский рабочий» (рук. Н. Якшин).

## Тематика лекций и экскурсий
- «В камышовых ресницах озёр» (лирика Бориса Ручьёва)
- «Чем крепче боль, тем памятней закал», «Судьба поэта», «Вечная 58-я», «Театр Иосифа Сталина», «Под сводами камер» (репрессии в жизни Бориса Ручьёва)
- «Репрессированное творчество» (репрессии в жизни магнитогорских писателей и поэтов)
- «Магнитогорск литературный»
- «Магнитострой в литературе и искусстве»
- «Оставаться собой» (творчество Нины Кондратковской и Михаила Люгарина)
- «Быть на земле писателем» (творчество Н. Воронова)
- «Всегда в строю» (творчество А. Лозневого)
- «Лирика Л. Татьяничевой»
- «Зову к себе» (творчество Р. Дышаленковой)
- «Под созвездием стали» (творчество А. Павлова)
- «Поэзия и судьба Н. Якшина»
- «Литературное наследие города — детям»
- «Современная поэзия Магнитки»
- «Поэтический андеграунд Магнитогорска»

Музей-квартира чаще всего посещается школьниками, для которых проводятся литературно-краеведческие экскурсии. Для школьников 5-8 классов в стенах музея разработана программа «Литературное краеведение». В 2001 году издан учебно-методический комплекс, состоящий из программы и двух пособий в помощь учителю «О писателях-земляках». Во время проведения «литературных гостиных» происходит живое общение писателей со школьниками.
Сотрудники музея также проводят экскурсии «Литературные места Магнитогорска» и «Память сердца» — к мемориалу местных поэтов на Правобережном кладбище.
Для жителей города сотрудники музея проводят радиопередачи «Литературные портреты», держащие горожан в курсе новостей литературной жизни, а также знакомящие их с молодыми поэтами и их творчеством.